# Liste der Stolpersteine in Schacht-Audorf

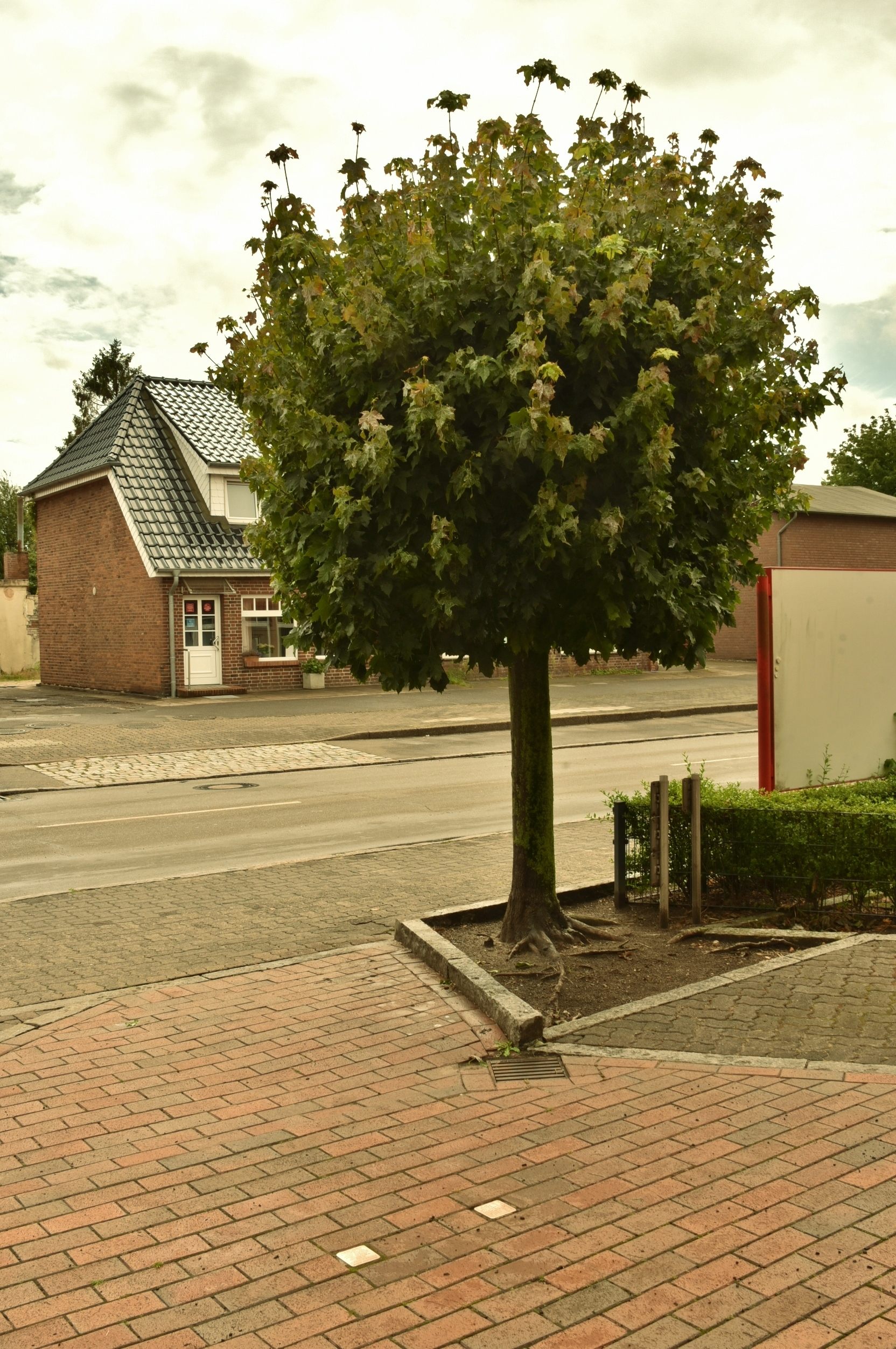
Stolpersteine vor dem Gemeindehaus

Die Liste der Stolpersteine in Schacht-Audorf enthält alle Stolpersteine, die im Rahmen des gleichnamigen Kunst-Projekts von Gunter Demnig in der Stadt Schacht-Audorf verlegt wurden. Mit ihnen soll an Opfer des Nationalsozialismus erinnert werden, die in der Gemeinde lebten und wirkten. Sie liegen im Regelfall vor dem letzten selbst gewählten Wohnsitz des Opfers.
Der erste Stolperstein wurde 2013 verlegt, gewidmet Friedrich Streich. Da sein Wohnhaus nicht mehr existiert, wurde der Stolperstein vor dem Gemeindehaus platziert. Der zweite Stolperstein wurde ebenfalls vor dem Gemeindehaus platziert, da die letzte Wohnadresse von Friedrich Plagmann nicht genau bekannt ist.

## Verlegte Stolpersteine
In Schacht-Audorf wurden zwei Stolpersteine verlegt.
| Stolperstein | Inschrift | Verlegeort         | Name, Leben                                                                  |
| ------------ | --- | ------------------ | ---------------------------------------------------------------------------- |
|              | IN DER DORFSTRASSE WOHNTE FRIEDRICH PLAGMANN JG. 1885 IM WIDERSTAND/SPD FLUGBLÄTTER VERTEILT VERHAFTET 24.6.1936 GESTAPOGEFÄNGNIS KIEL FLUCHT IN DEN TOD 26.6.1936             | Kieler Straße 25 · | Friedrich Plagmann (1885–1936) gehörte dem Reichsbanner Schwarz-Rot-Gold an. |
|              | RÜTGERSWERKE WOHNTE FRIEDRICH STREICH JG. 1883 IM WIDERSTAND/KPD VERHAFTET 1941 ‚FEINDSENDER GEHÖRT‘ ‚FLUGBLÄTTER VERTEILT‘ ZUCHTHAUS BREMEN 1944 BUCHENWALD ERMORDET 4.6.1944 | Kieler Straße 25 · | Friedrich Streich (1883–1944)                                                |

## Verlegedaten
- 12. August 2013 (Friedrich Streich)
- 5. März 2015 (Friedrich Plagmann)

## Nachweise
1. ↑  Sabine Sopha: Enkel würdigen den Mut ihres Großvaters, www.shz.de vom 5. März 2015, abgerufen am 30. Oktober 2020

- Karte mit allen Koordinaten:
- OSM |
- WikiMap